# Boniface Mongo-Mboussa
Boniface Mongo-Mboussa (né le 23 juillet 1962  à Gamboma, en République du Congo ) est un critique littéraire congolais, docteur en littérature comparée.

## Biographie
Après des études en civilisation russe à l'université de Leningrad où il a obtenu un master de civilisations russe, puis de littérature comparée à l'université de Cergy-Pontoise, Boniface Mongo-Mboussa devient  corédacteur en chef de la revue Africultures. Chroniqueur à L'Atelier du Roman, il enseigne les littératures francophones au Sarah Lawrence College (antenne de Paris).
Auteur d'une thèse sur Les larmes de Démocrite. Essai sur la représentation et la fonction du risible dans le roman africain d'expression française, soutenue en 1999, Boniface Mongo-Mboussa a publié deux essais chez Gallimard : Désir d'Afrique (2002), préfacé par l'écrivain ivoirien Ahmadou Kourouma, qui constitue la première histoire de la littérature africaine et L'Indocilité - Supplément au « Désir d'Afrique » (2005), ainsi qu'une biographie du poète congolais Tchicaya U Tam'si, intitulée Le Viol de la lune, vie et œuvre d'un maudit (Vents d'ailleurs, 2014).
Il est par ailleurs l'éditeur des œuvres complètes de Tchicaya U Tam'si aux éditions Gallimard et il assure, avec Pascale Kramer, la programmation  du Salon africain, dans le cadre du Salon du livre et de la presse de Genève.
Boniface Mongo-Mboussa est membre du jury du prix Ahmadou-Kourouma, décerné annuellement lors du Salon du livre et de la presse de Genève, qui récompense un ouvrage de fiction ou un essai consacré à l'Afrique noire.

## Livres
- 2002 : Désir d'Afrique[4], essai, préface d'Ahmadou Kourouma, coll. Continents Noirs, 144 pages, Gallimard •  (ISBN 978-2-07076-402-0)
- 2005 : L'Indocilité - Supplément au « Désir d'Afrique »[5], essai, coll. Continents Noirs, 144 pages, Gallimard •  (ISBN 978-2-07077-353-4)
- 2014 : Tchicaya U Tam'si, le Viol de la lune. Vie et œuvre d'un maudit[6], 138 pages, Ed. Vents d'ailleurs •  (ISBN 978-2-36413-043-2)
- 2023 : Tchicaya U Tam'si : Vie et œuvre d'un maudit [7],[8], préface Bernard Mouralis, coll. Pépites, 156 pages, Éditions Riveneuve •  (ISBN 978-2-36013-699-5)